# Cymbospondyl

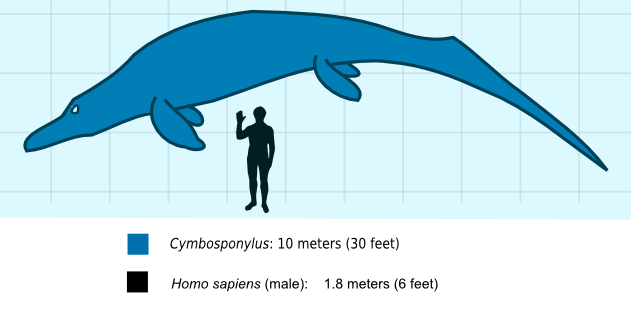

Cymbospondyl (Cymbospondylus) – drapieżny ichtiozaur z rodziny Shastasauridae.
Żył w okresie środkowego triasu (ok. 220 mln lat temu) w okolicach Ameryki Północnej i obecnej Europy. Długość ciała ok. 6-10 m, masa ok. 1 tony. Jego szczątki znaleziono w Niemczech i w USA (Nevada).
Był to jeden z największych ichtiozaurów. Posiadał długi "krokodylopodobny" ogon.
Gatunki cymbospondyla:
- Cymbospondylus natans
- Cymbospondylus germanicus
- Cymbospondylus nevadanus
- Cymbospondylus parvus
- Cymbospondylus piscosus
- Cymbospondylus grandis
- Cymbospondylus petrinus
- Cymbospondylus buchseri